# Physocyclus validus
Physocyclus validus är en spindelart som beskrevs av Willis J. Gertsch 1971. Physocyclus validus ingår i släktet Physocyclus och familjen dallerspindlar. Inga underarter finns listade i Catalogue of Life.